# Mecynoecia proboscidea
Espèce
Mecynoecia proboscidea est une espèce éteinte de bryozoaires de la famille des Entalophoridae. En plus de la forme nominale, il y a aussi la sous-espèce Mecynoecia proboscidea Watersi. L'appellation Entalophora proboscidea n'est pas acceptée